# Hartenstein (Sachsen)
Hartenstein ist eine Landstadt südöstlich von Zwickau, an der Zwickauer Mulde im Landkreis Zwickau gelegen.

## Geografie

### Nachbargemeinden
Die Stadt liegt im Westerzgebirge.
| Gemeinde Mülsen         | Stadt Oelsnitz                              | Stadt Stollberg   |
| Stadt Wildenfels        | Kompassrose, die auf Nachbargemeinden zeigt |                   |
| Gemeinde Langenweißbach | Stadt Aue-Bad Schlema                       | Bergstadt Lößnitz |

### Stadtgliederung
Die Stadt setzt sich aus den Stadtteilen Hartenstein, Thierfeld (seit 1. Januar 1994), Zschocken (seit 1. Januar 1996) und Stein (seit 1. Oktober 1934) zusammen.

## Geschichte

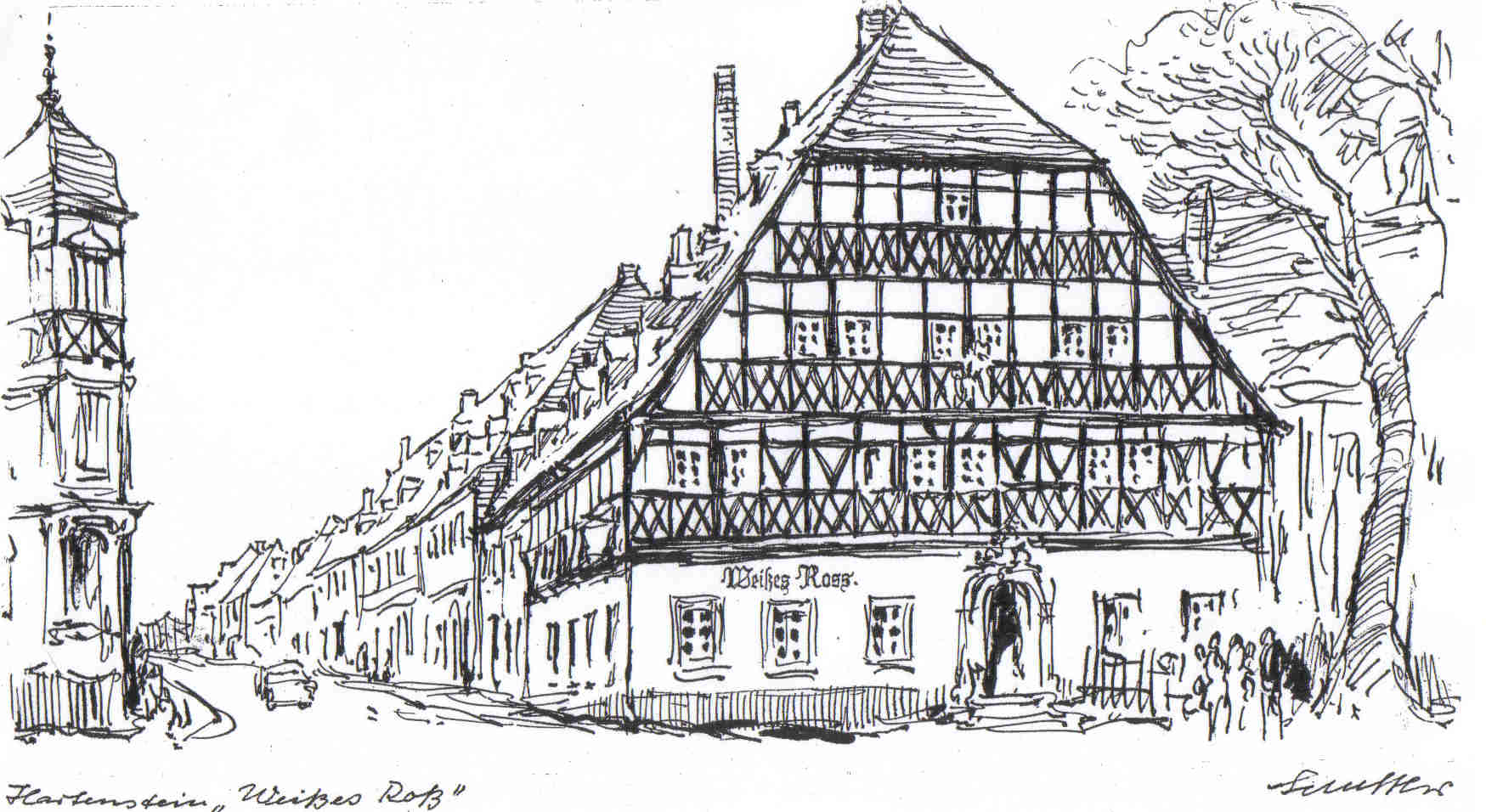
Blick vom Marktplatz in Richtung Oberstadt mit „Weißem Roß“

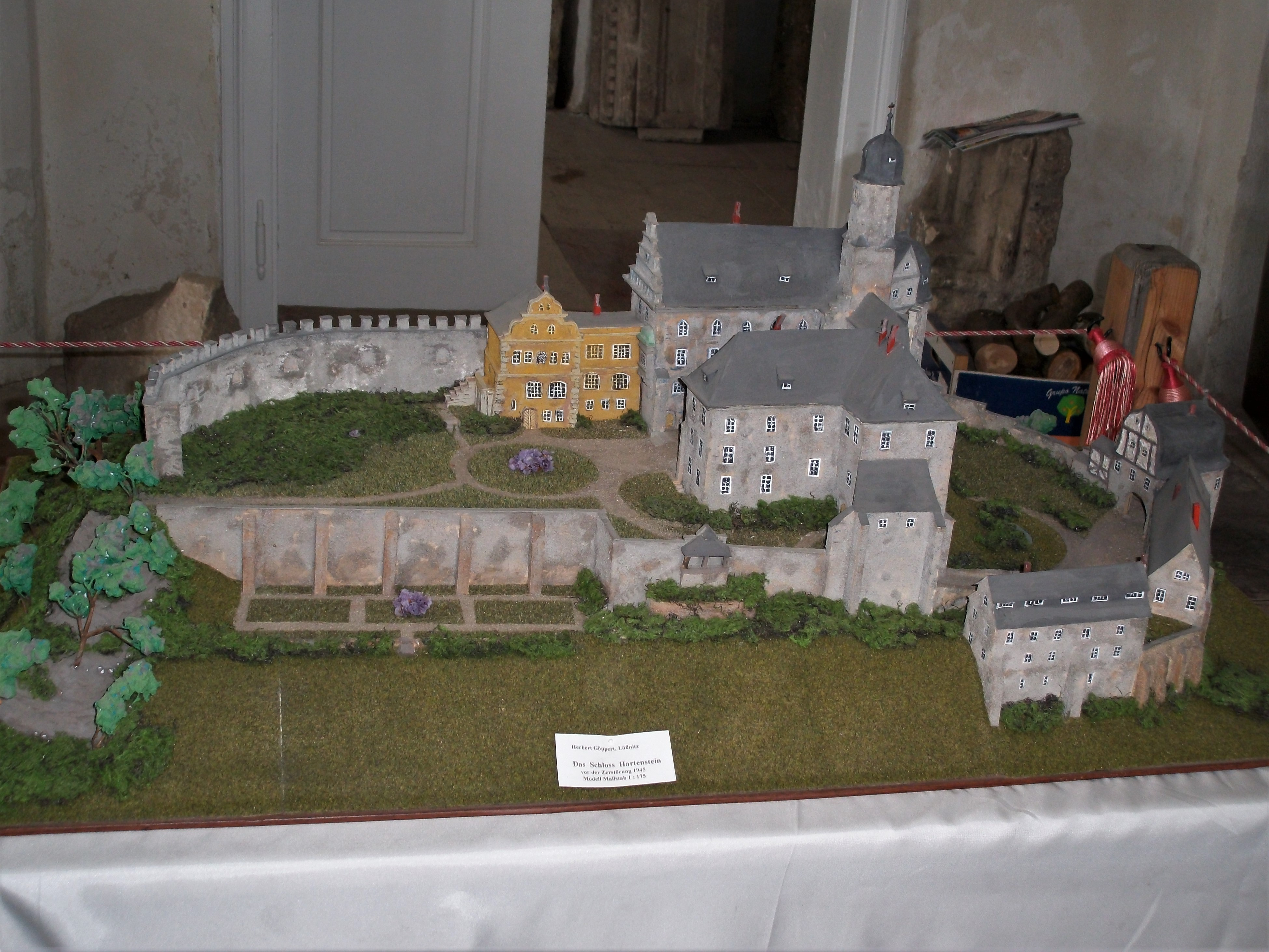
Schloss Hartenstein vor der Zerstörung 1945 (Modell von Herbert Göppert)

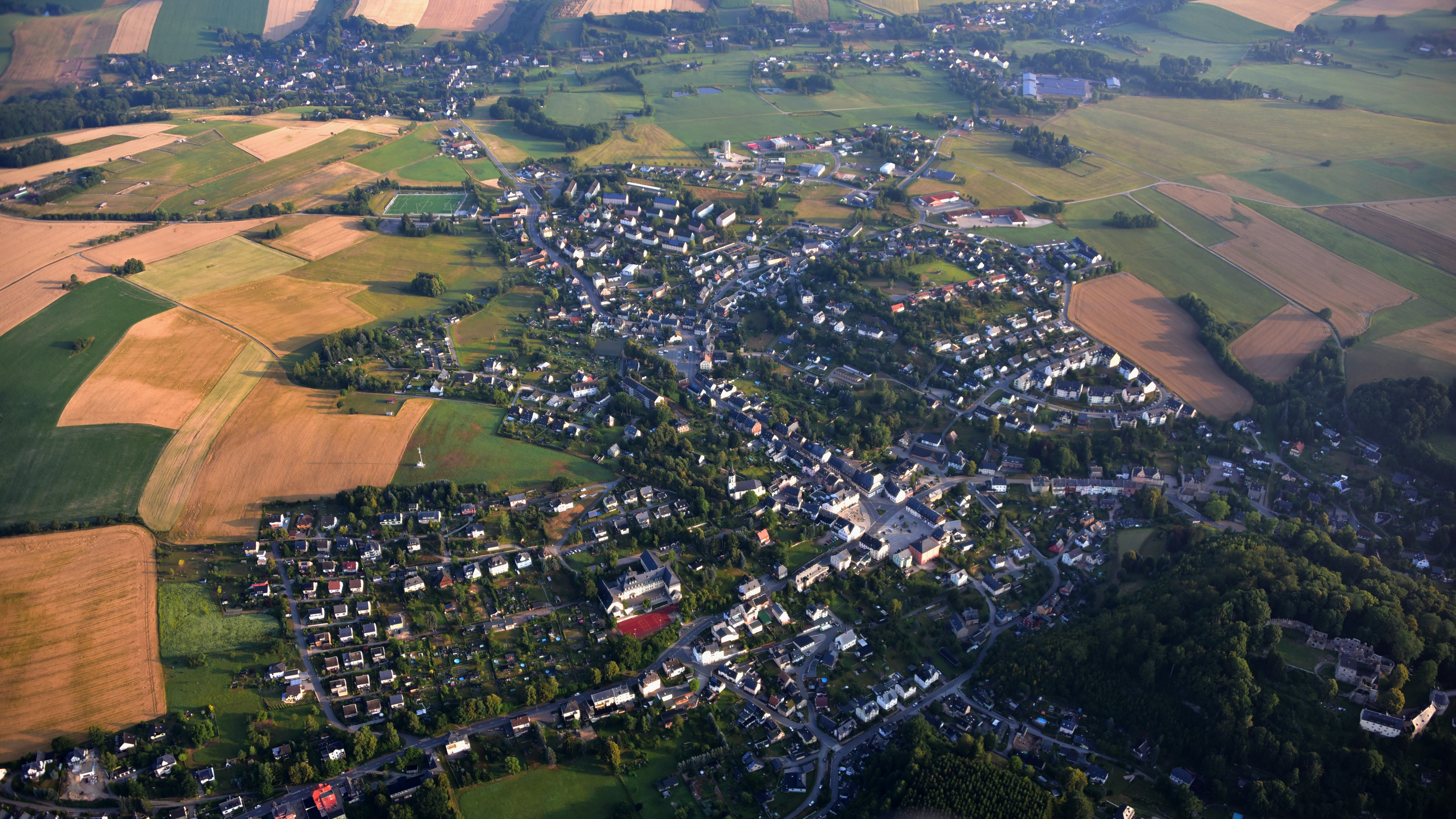
Hartenstein, Luftaufnahme (2018)

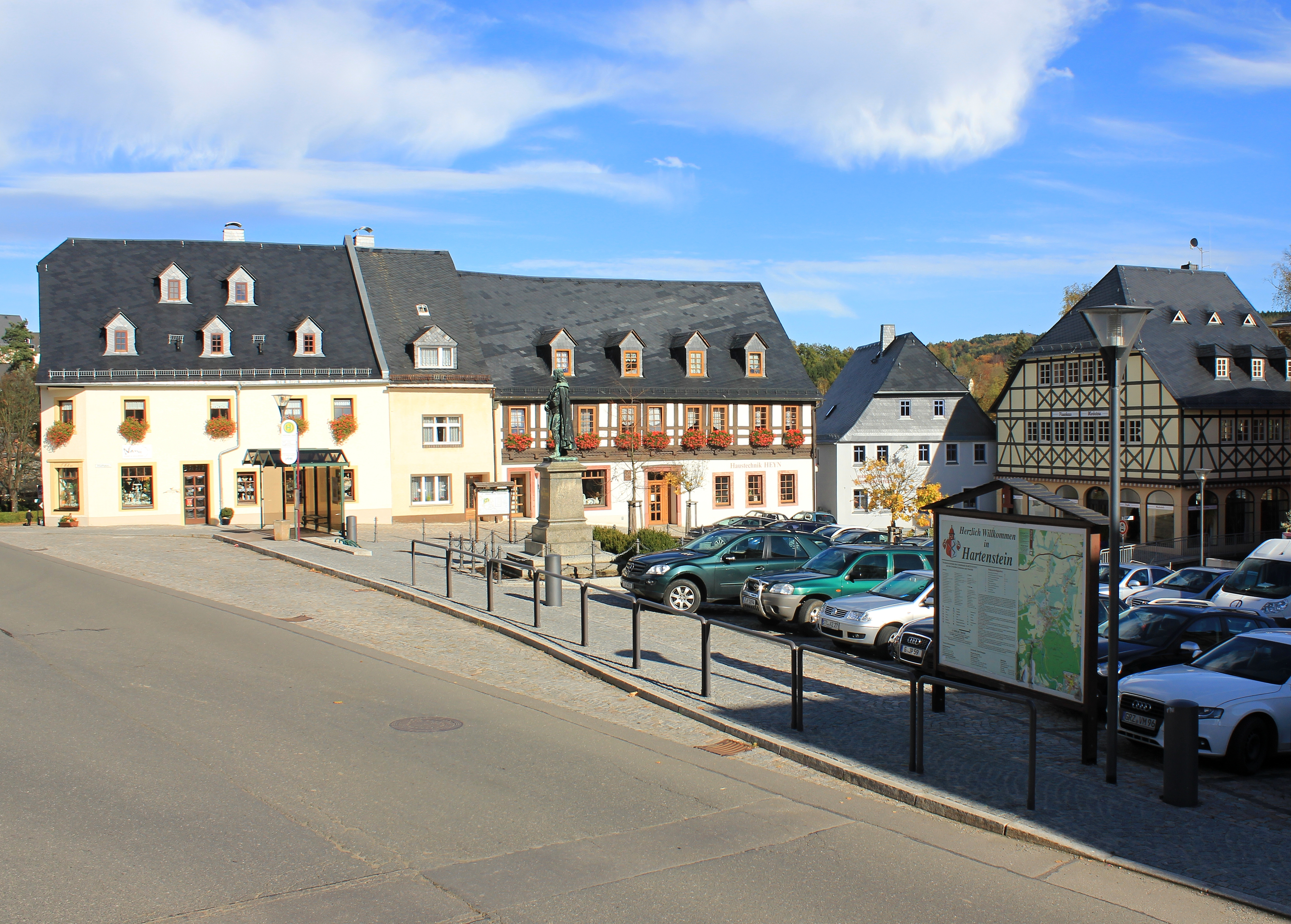
Marktplatz

Hartenstein wurde erstmals 1378 als Städtlein bezeichnet und soll eine Gründung der Meinheringer sein, die bereits im 12. Jahrhundert entlang der Handelsstraße von Zwickau nach Böhmen die Burg Hartenstein in der gleichnamigen Grafschaft Hartenstein errichteten. Die Stadt kam danach unter die Hoheit der Burggrafen von Meißen, wurde 1406 an die Herren von Schönburg verpfändet und ging 1414 in deren Besitz über. Sie und die niedere Grafschaft verblieben ihnen auch, als 1559 der obere Teil der Grafschaft Hartenstein von Kursachsen angekauft wurde.
Seit 1701 war die Stadt Hauptort der Herrschaft Schönburg-Hartenstein, einer Linie der Fürsten von Schönburg, bis sie nach dem Rezess mit dem Haus Wettin 1740 endgültig unter kursächsische Herrschaft kam. (Eine Linie der Fürstenfamilie führte bis ins 20. Jh. den Familiennamen Schönburg-Hartenstein.)
1921 ging Hartenstein in die Geschichte der Puppenspielkunst ein: Der aus Bad Ems stammende Max Jacob, Angehöriger der Wandervogelbewegung, gründete die Hartensteiner Puppenspiele; nach der Übersiedlung der Puppenspieltruppe ins nahegelegene Hohnstein wurde sie unter dem Namen Hohnsteiner Puppenspiele weltberühmt. Der Gründungsort dieses bedeutenden Puppentheaters ist aber Hartenstein.
Die zum Schloss umgebaute Burg Hartenstein wurde bei einem amerikanischen Bombenangriff am 20. April 1945 fast vollständig zerstört. In der Nähe von Hartenstein befindet sich die Prinzenhöhle, ein Schauplatz im sächsischen Prinzenraub.
Entwicklung der Einwohnerzahl
| - 1834: 1708 - 1885: 2629 - 1933: 2973 - 1998: 5330 | - 1999: 5383 - 2000: 5335 - 2001: 5198 - 2002: 5146 | - 2003: 5095 - 2004: 5089 - 2005: 5056 - 2008: 4934 | - 2012: 4717 - 2013: 4721 - 2018: 4563 - 2019: 4540 |

 Datenquelle ab 1998: Statistisches Landesamt Sachsen

## Politik

### Stadtrat
Seit der Gemeinderatswahl am 9. Juni 2024 verteilen sich die 16 Sitze des Stadtrates folgendermaßen auf die einzelnen Gruppierungen:
- Bürgerliche Wählervereinigung (BWV): 9 Sitze
- CDU: 3 Sitze
- Feuerwehrverein Hartenstein e. V. (FVH): 4 Sitze

| Sitzverteilung im Hartensteiner Gemeinderat 2024Insgesamt 16 Sitze - BWV: 9 - FVH: 4 - CDU: 3 | Wahlvorschlag                     | 2024   | 2024   | 2019   | 2019   | 2014   | 2014   |
| Sitzverteilung im Hartensteiner Gemeinderat 2024Insgesamt 16 Sitze - BWV: 9 - FVH: 4 - CDU: 3 | Wahlvorschlag                     | Sitze  | in %   | Sitze  | in %   | Sitze  | in %   |
| Sitzverteilung im Hartensteiner Gemeinderat 2024Insgesamt 16 Sitze - BWV: 9 - FVH: 4 - CDU: 3 | Bürgerliche Wählervereinigung     | 9      | 52,6   | 6      | 39,3   | 6      | 36,6   |
| Sitzverteilung im Hartensteiner Gemeinderat 2024Insgesamt 16 Sitze - BWV: 9 - FVH: 4 - CDU: 3 | Feuerwehrverein Hartenstein e. V. | 4      | 26,6   | 4      | 26,3   | 3      | 18,4   |
| Sitzverteilung im Hartensteiner Gemeinderat 2024Insgesamt 16 Sitze - BWV: 9 - FVH: 4 - CDU: 3 | CDU                               | 3      | 20,7   | 6      | 34,5   | 6      | 37,0   |
| Sitzverteilung im Hartensteiner Gemeinderat 2024Insgesamt 16 Sitze - BWV: 9 - FVH: 4 - CDU: 3 | SPD                               | –      | –      | –      | –      | 1      | 8,0    |
| Sitzverteilung im Hartensteiner Gemeinderat 2024Insgesamt 16 Sitze - BWV: 9 - FVH: 4 - CDU: 3 | Wahlbeteiligung                   | 77,1 % | 77,1 % | 69,8 % | 69,8 % | 55,0 % | 55,0 % |

### Bürgermeister
Zum neuen Bürgermeister wurde am 11. Oktober 2020 im zweiten Wahlgang Martin Kunz (Bürgerliche Wählervereinigung) mit 53,7 % der gültigen Stimmen gewählt. Die Wahlbeteiligung lag bei 66,7 %. Kunz hatte schon im ersten Wahlgang mit 37,3 % vor drei Mitbewerbern die meisten Stimmen erhalten. Zuvor war Andreas Steiner (parteilos) Bürgermeister von Hartenstein gewesen.
| Wahl | Bürgermeister   | Vorschlag | Wahlergebnis (in %) |
| ---- | --------------- | --------- | ------------------- |
| 2020 | Martin Kunz     | BWV       | 53,7                |
| 2015 | Andreas Steiner | CDU       | 94,4                |
| 2008 | Andreas Steiner | CDU       | 98,0                |
| 2001 | Andreas Steiner | CDU       | 51,6                |
| 1994 | Peter Baumann   | F.D.P.    | 85,7                |

## Wirtschaft und Infrastruktur
Hartenstein besitzt eine eigene Anschlussstelle an der nördlich des Stadtgebiets entlangführenden Bundesautobahn 72 (Anschlussstelle 12 Hartenstein). Durch die Bahnstrecke Schwarzenberg–Zwickau ist sie auch an das Schienennetz angebunden. Auf ihr verkehrt die DB Erzgebirgsbahn.
Auf der Gemarkung von Hartenstein befindet sich der Standort des stillgelegten Schachts 371 der SDAG Wismut.
Hartenstein war bis 2018 staatlich anerkannter Erholungsort.

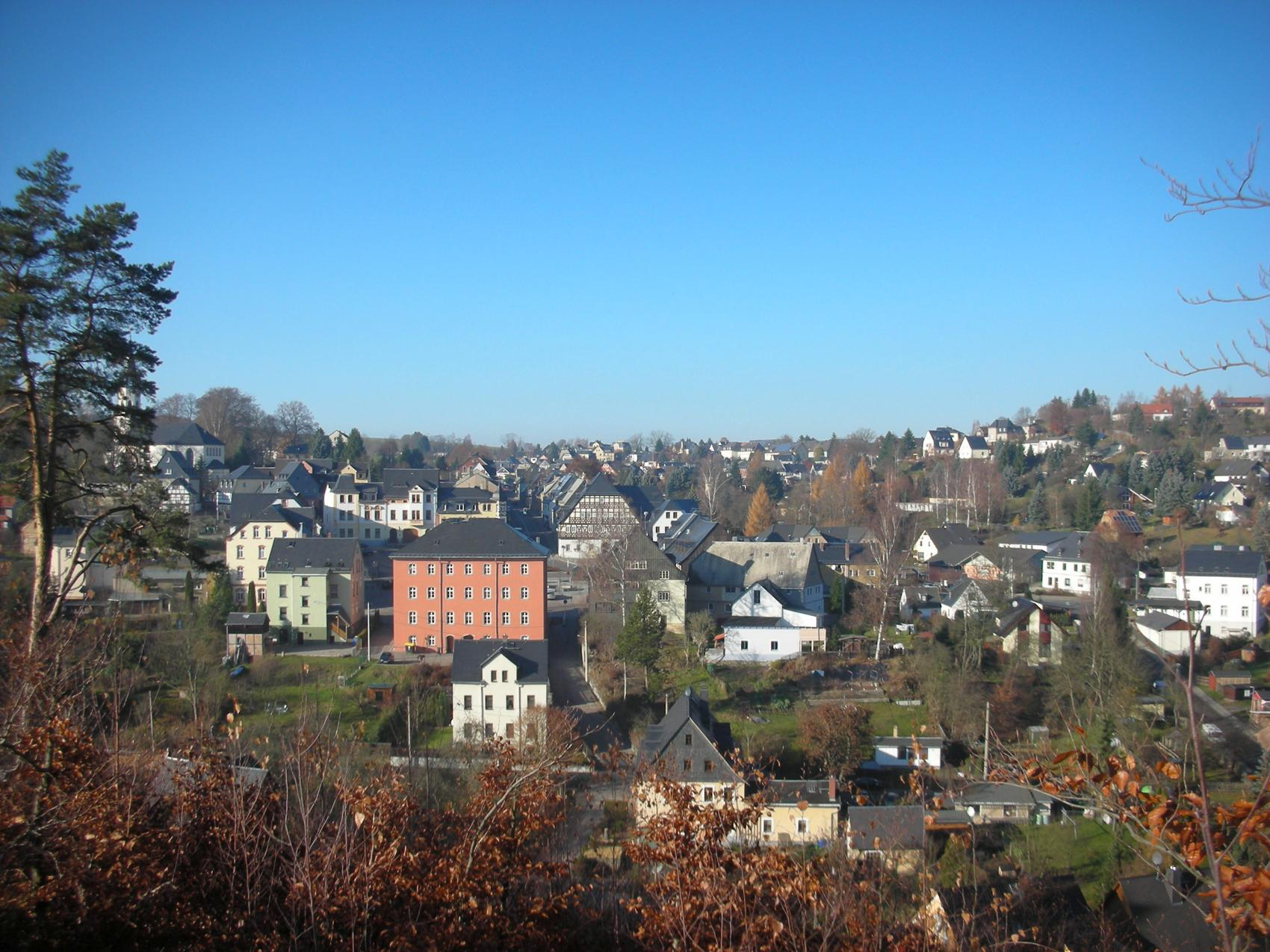
Blick von der Schlossruine, das rote Gebäude ist das Rathaus
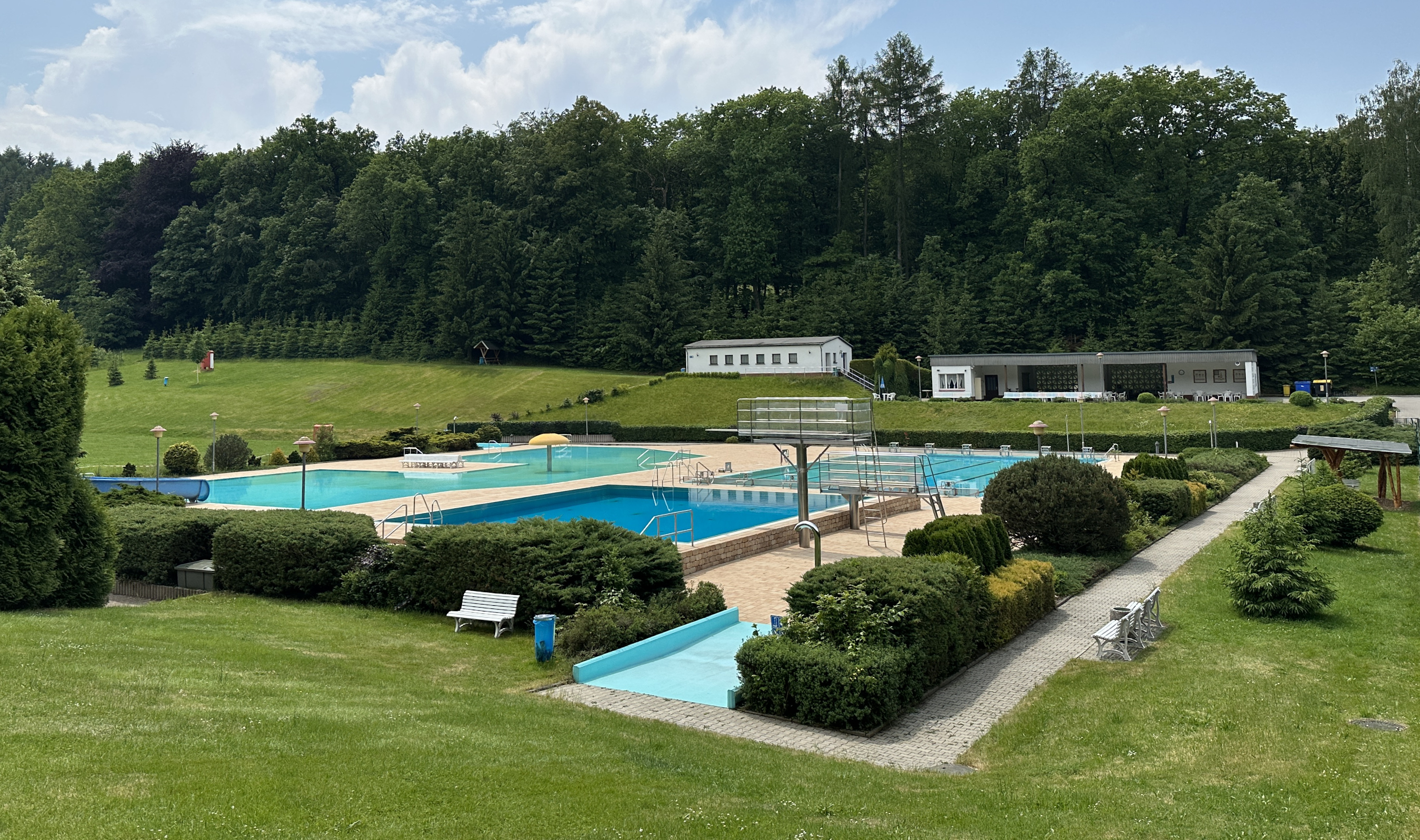
Freibad Hartenstein
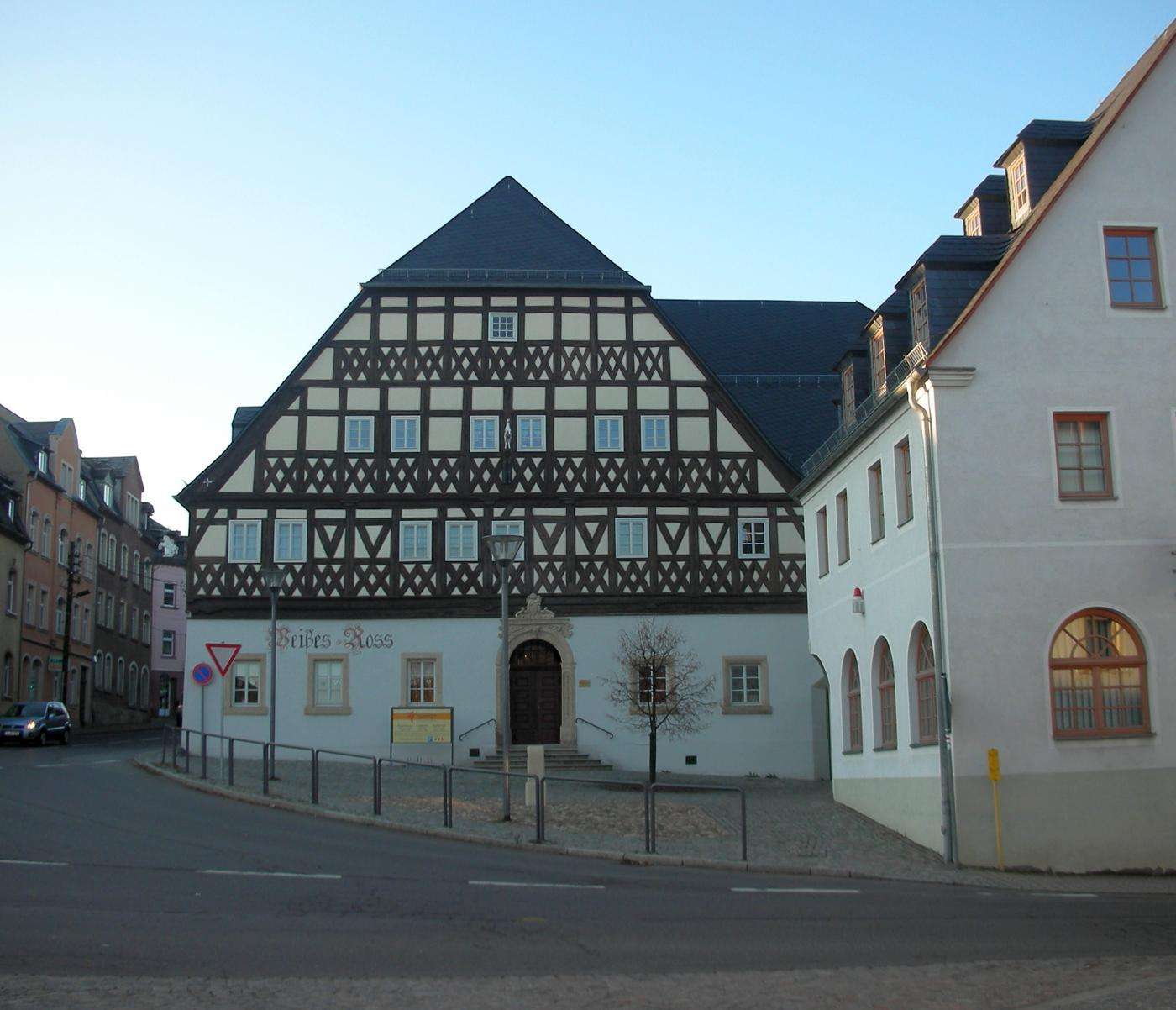
Fachwerk am Gasthof Weißes Ross im Zentrum
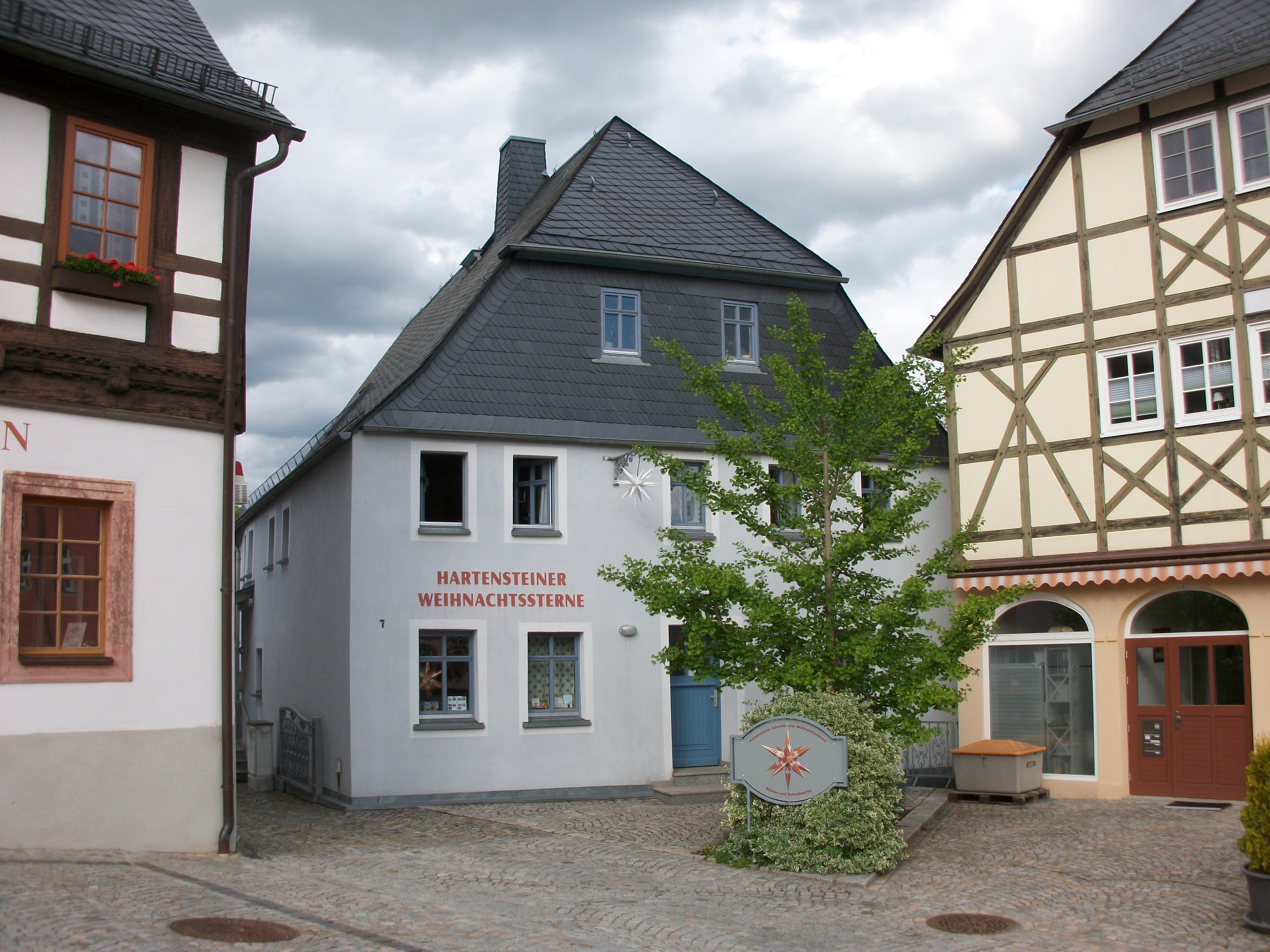
Werkstatt der Hartensteiner Weihnachtssterne
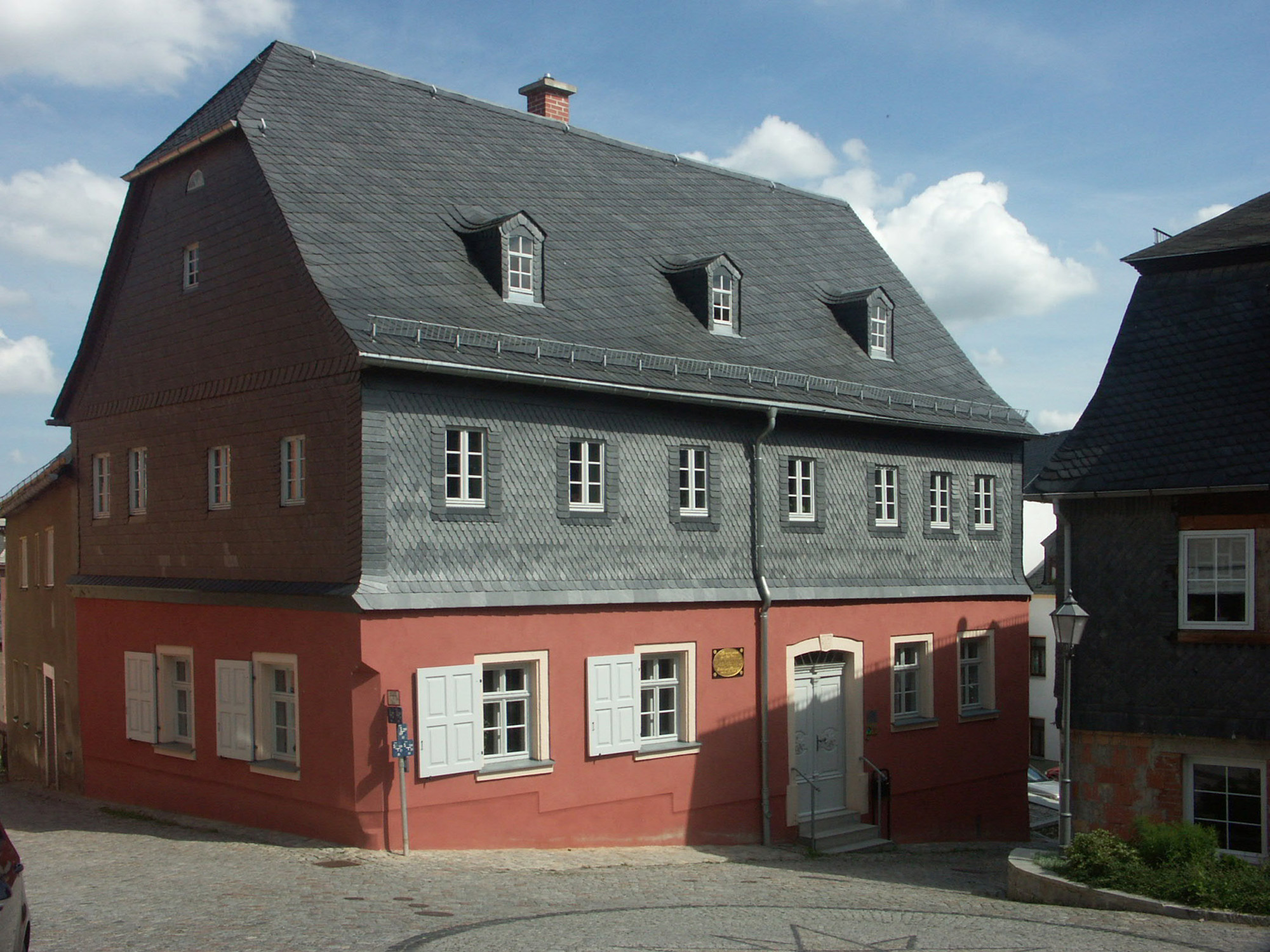
Geburtshaus von Paul Fleming mit Gedenktafel
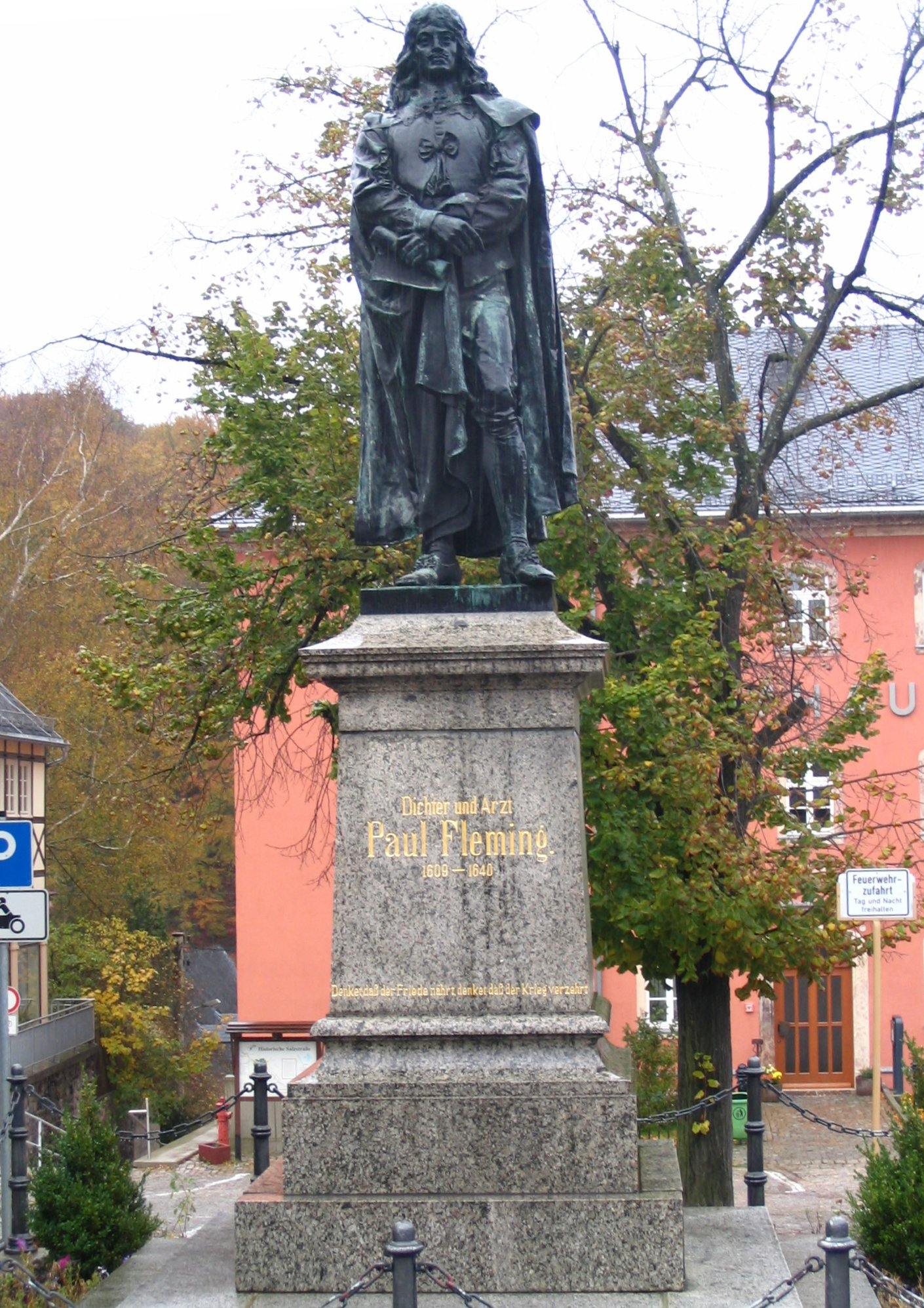
Das Paul-Fleming-Denkmal in Hartenstein
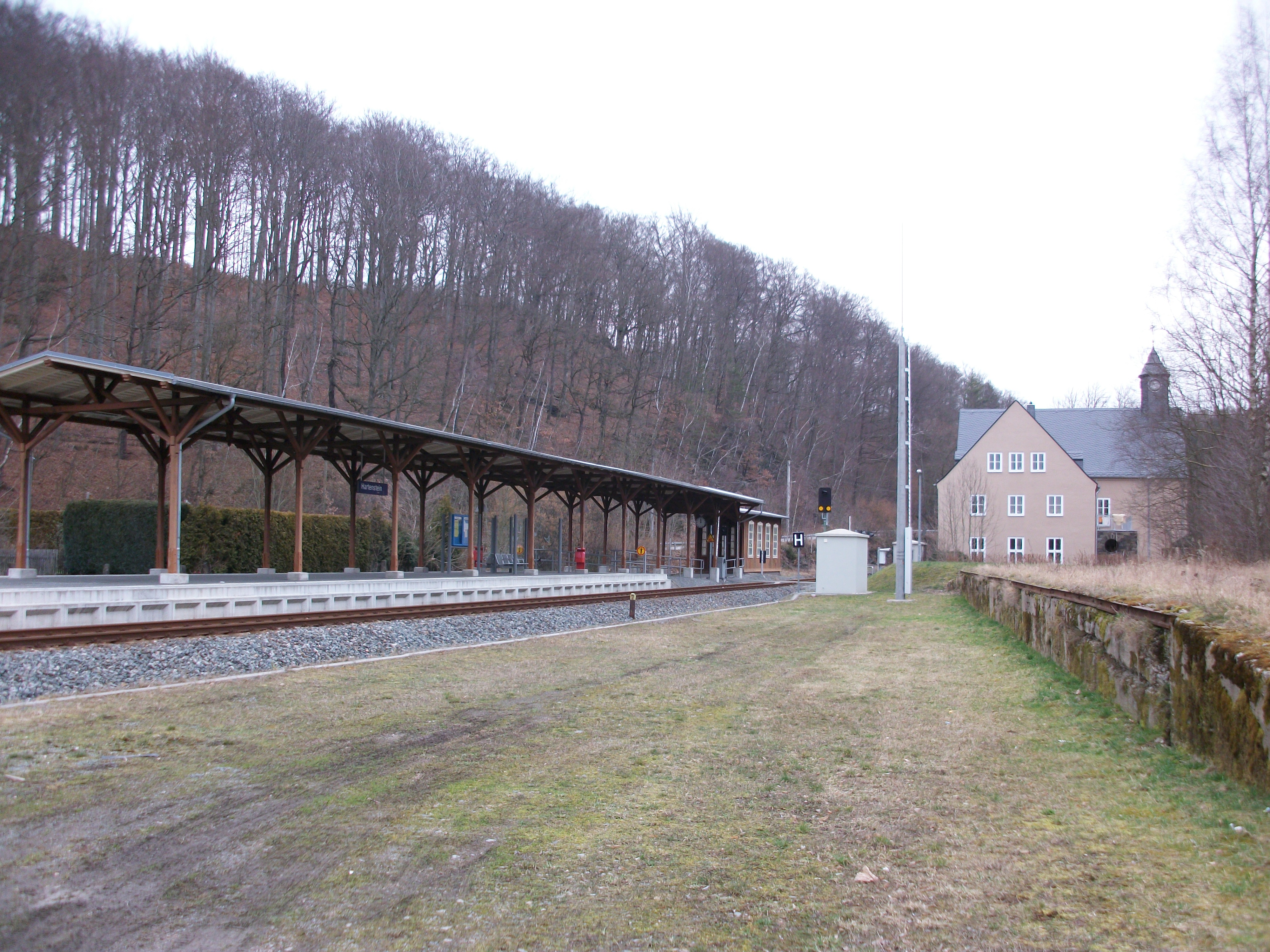
Bahnhof Hartenstein (Sachs) mit Bahnsteigen (2016)

## Sehenswürdigkeiten

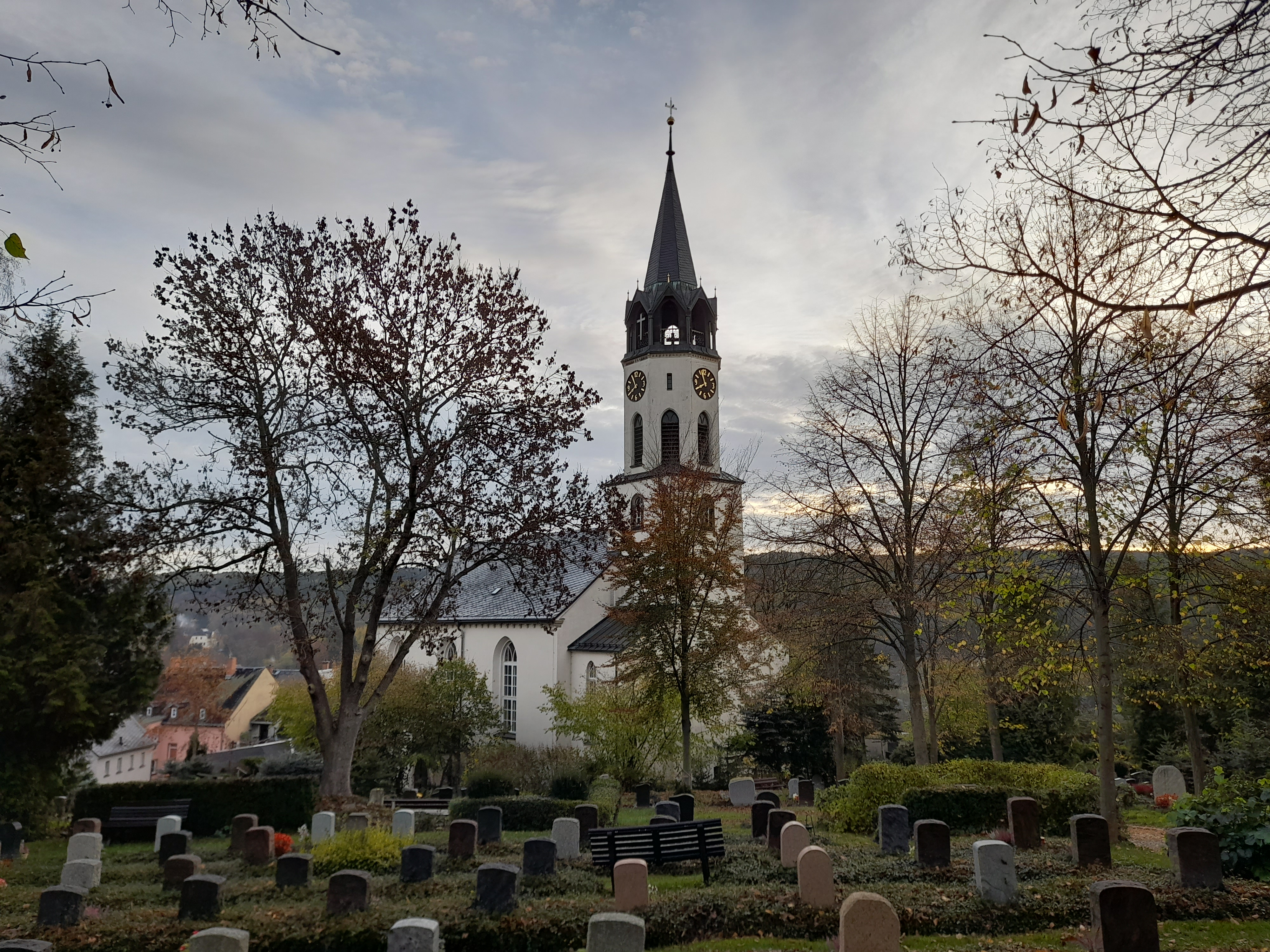
Ev.-luth. Kirche Hartenstein

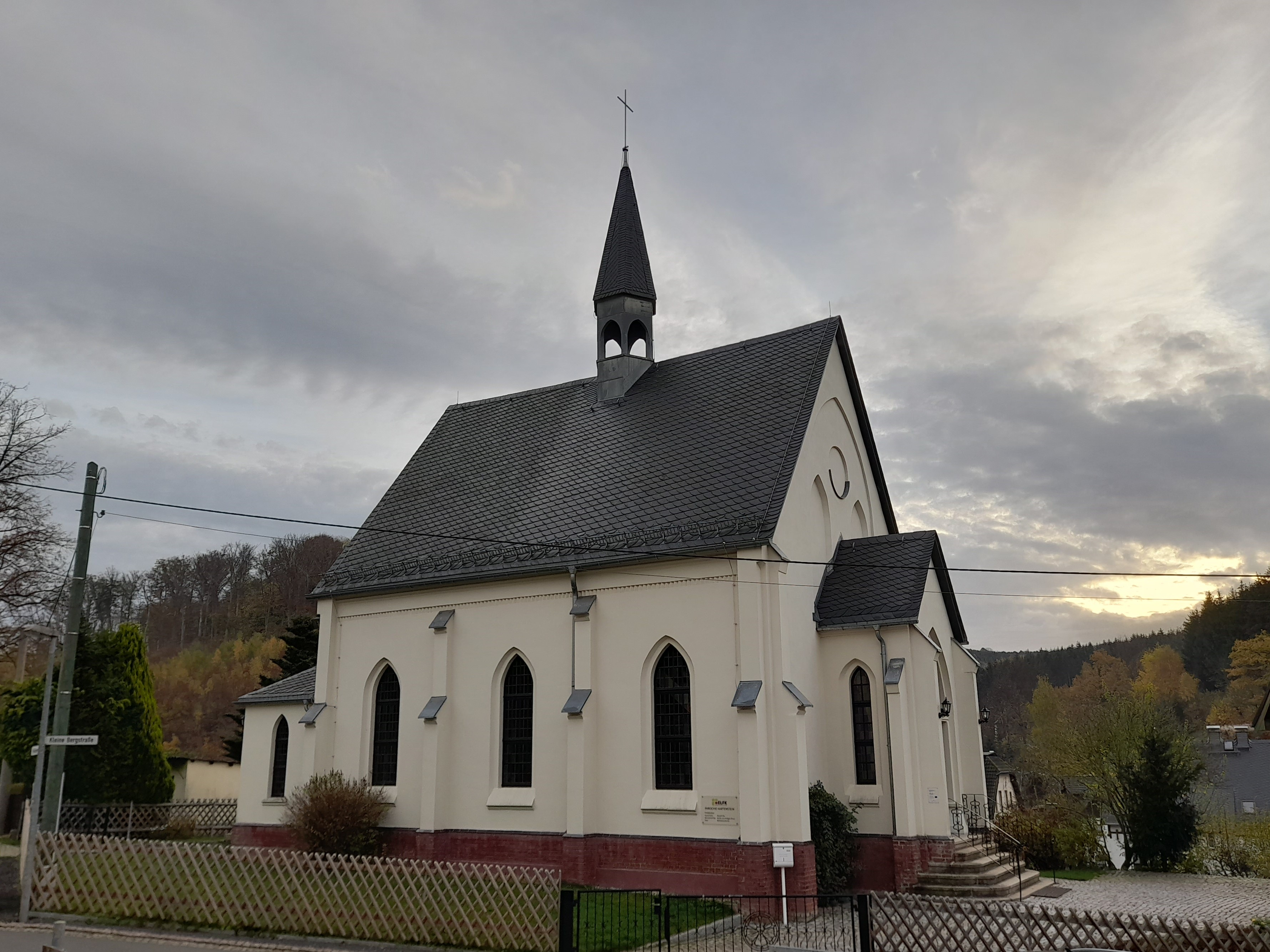
Ev.-luth. Freikirche Hartenstein (Zionskirche)

- Schloss Hartenstein, ehemalige Residenz der Grafschaft Hartenstein, heute Ruine
- Burg Stein, ehemalige Residenz der Herrschaft Schönburg-Stein
- Paul-Fleming-Denkmal von Max Meißner auf dem Marktplatz
- Paul-Fleming-Haus, Geburtshaus des Barockdichters Paul Fleming, des berühmtesten Sohnes der Stadt, beherbergt eine Gedenkstätte zu dessen Leben und Werk
- historisches Fachwerkhaus am Marktplatz, Motiv einer deutschen Briefmarke im Jahr 2011[8]
- Prinzenhöhle, ein Schauplatz des Altenburger Prinzenraubes von 1455
- Die Fritz-Seidel-Schanze wurde 1953 eingeweiht, Mitte der 1970er Jahre wurde der Sprungbetrieb eingestellt.[9]
- Turmhügelburg (Ringwall) „Ur-Stein“ am Berghang oberhalb des Bahnhofes Hartenstein
- Schacht 371, Bestandteil der UNESCO-Welterbe Region Montanregion Erzgebirge/Krušnohoří

### Naturschutz
Auf dem Gebiet von Hartenstein liegt das Naturschutzgebiet Hartensteiner Wald.
- Siehe auch: Liste der Naturdenkmale in Hartenstein (Sachsen)

## Persönlichkeiten

### Ehrenbürger
- 1880: Gustav Adolf Vodel, Amtshauptmann

### Söhne und Töchter der Stadt
- Johann Heinrich von Lindenau (* 1586 auf dem Schloss Hartenstein; † 1615 in Börnichen b. Oederan), Rittergutbesitzer
- Johann Böhme (1595–1667), Bildhauer
- Paul Fleming (1609–1640), Arzt und Schriftsteller des Barock
- Gottfried Benedict Funk (1734–1814), Pädagoge und Konsistorialrat
- Christlieb Benedict Funk (1736–1786), Physiker und Mathematiker
- Magnus Meischner (1821–1892), Jurist und Politiker, MdL (Königreich Sachsen)
- Willy Mehlhorn (1892–1963), Politiker (KPD/SED)
- Lothar Eichelkraut (* 1929), Diplomat
- Dietrich Martin (1929–2000), Sportwissenschaftler und -funktionär
- Albrecht Neubert (1930–2017), Übersetzungswissenschaftler

### Persönlichkeiten, die vor Ort gewirkt haben
- Friedrich Wilhelm Berger (1844–1911), konservativer Politiker, MdL (Königreich Sachsen), Bürgermeister in Hartenstein
- Erich Matthes (1888–1970), völkischer Verleger und erzgebirgischer Heimatforscher
- Max Jacob (1888–1967), Gründer der Hartensteiner, später Hohnsteiner Puppenspiele
- Wolf Butter (* 1949), Klarinettist, Komponist, Schauspieler